# Evangelische Kirche (Nohfelden)

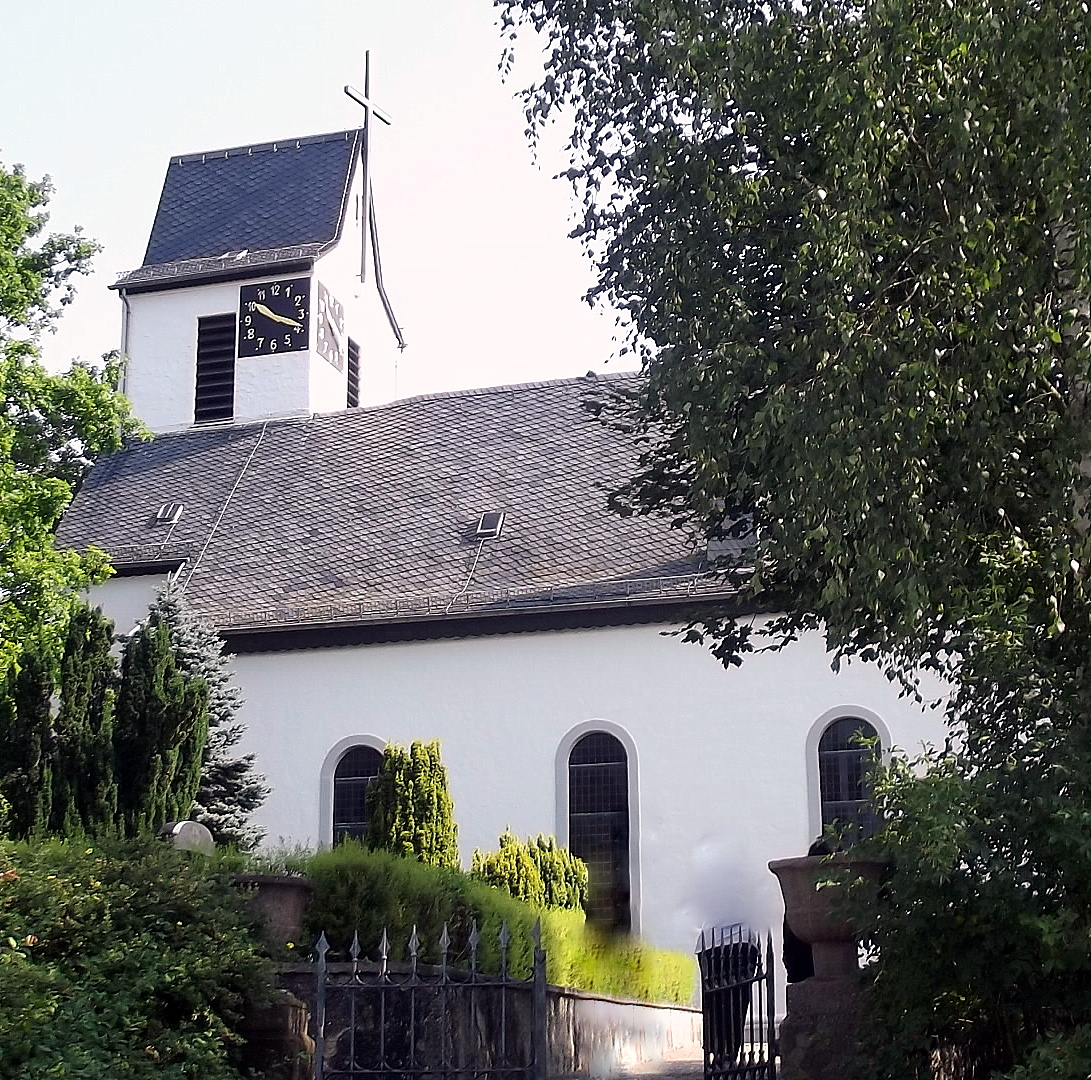
Evangelische Kirche Nohfelden

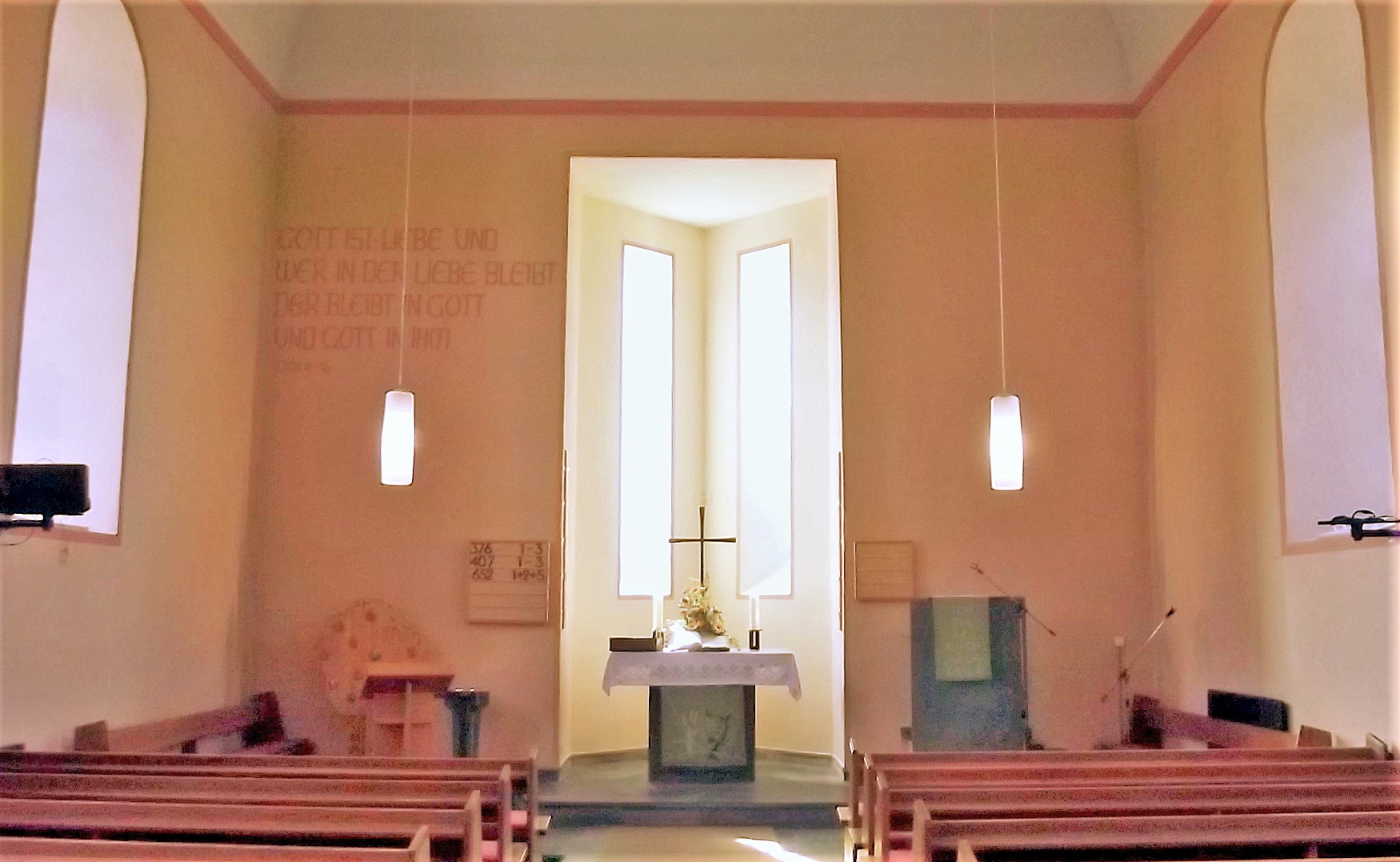
Innenansicht

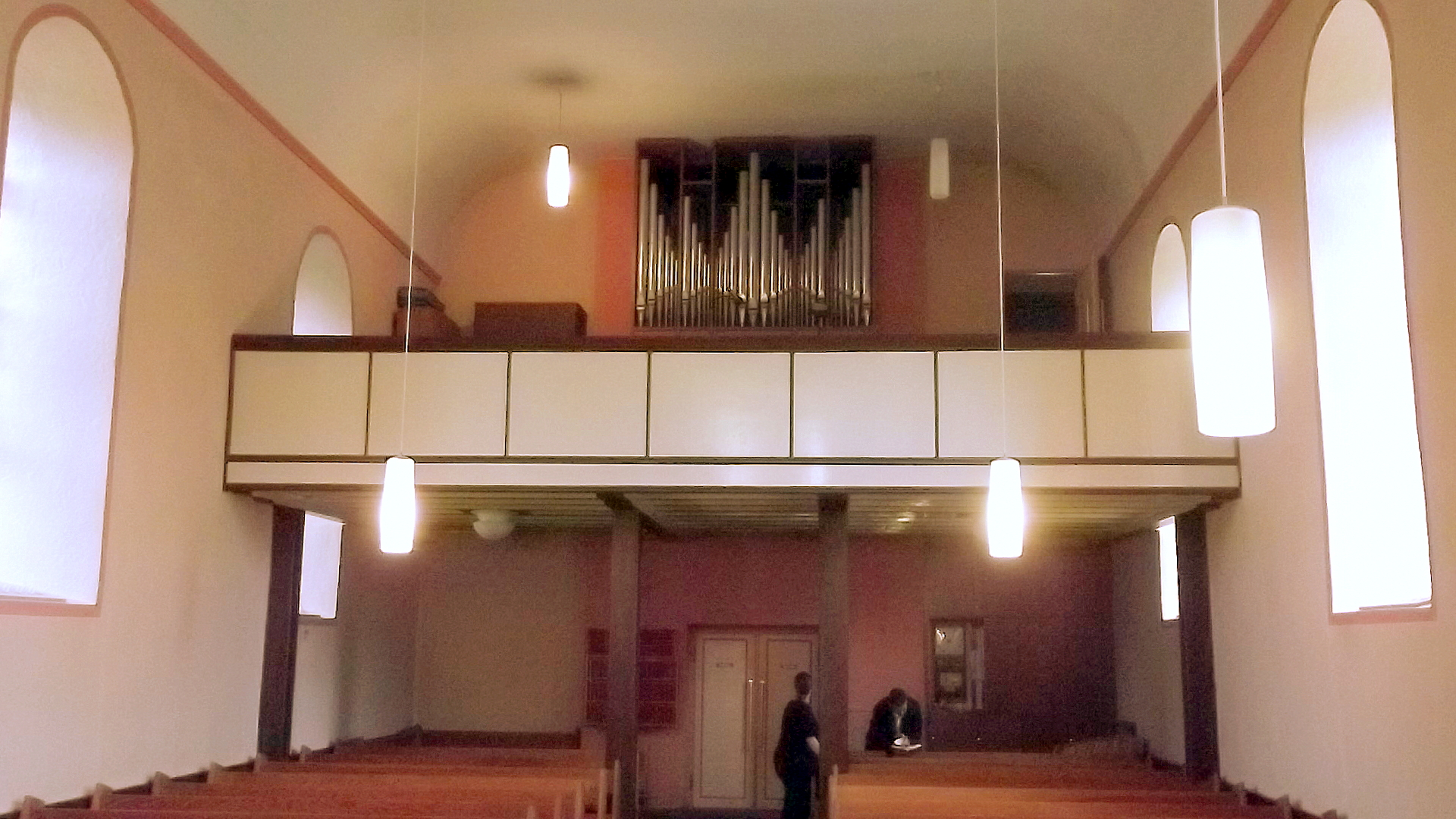
Orgelempore

Die Evangelische Kirche Nohfelden ist eine evangelische Kirche im saarländischen Nohfelden, Landkreis St. Wendel. In der Denkmalliste des Saarlandes ist die Kirche als Einzeldenkmal aufgeführt.
Das Kirchengebäude gehört der Evangelischen Kirchengemeinde Nohfelden, die dem Kirchenkreis Obere Nahe der Evangelischen Kirche im Rheinland zugeordnet ist. Zur Kirchengemeinde gehört auch der Nohfeldener Ortsteil Türkismühle, die über eine eigene Kirche verfügt. Außerdem ist die Gemeinde mit den Orten Bosen und Sötern pfarramtlich verbunden.

## Kirchengebäude
Die Ursprünge des Kirchengebäudes reichen bis ins 18. Jahrhundert zurück. Es handelt sich um einen Saalbau mit drei Fensterachsen. Der Kirchturm ist in die westliche Giebelseite des Kirchenschiffes integriert und verfügt über ein Satteldach. Auf der Ostseite ist an das Kirchenschiff eine zweiseitige Erweiterung angefügt, in dem sich der Altar befindet.

## Orgel
Die Orgel der Kirche wurde 1968 von der Firma Karl Schuke (Berlin) erbaut. Das Schleifladen-Instrument verfügt über 13 Register, verteilt auf zwei Manuale und Pedal. Die Spiel- und Registertraktur ist mechanisch.
Die Disposition lautet wie folgt:
| I Hauptwerk C–g3 |            |       |
| 1.               | Prinzipal  | 8′    |
| 2.               | Rohrflöte  | 8′    |
| 3.               | Oktave     | 4′    |
| 4.               | Blockflöte | 2′    |
| 5.               | Mixtur IV  | 1 ⁄3′ |

| II Positiv C–g3 |                 |       |
| 6.              | Trichtergedeckt | 8′    |
| 7.              | Spitzgedeckt    | 4′    |
| 8.              | Prinzipal       | 2′    |
| 9.              | Sesquialtera II | 2 ⁄3′ |
| 10.             | Sifflöte        | 1′    |
|                 | Tremulant       |       |

| Pedal C–f1 |             |     |
| 11.        | Subbaß      | 16′ |
| 12.        | Gemshorn    | 8′  |
| 13.        | Koppelflöte | 4′  |

- Koppeln: II/I, I/P, II/P